# Сан-Марино на зимових Олімпійських іграх 1988
Сан-Марино брало участь у Зимових Олімпійських іграх 1988 року у Калгарі (Канада), але не завоювала жодної медалі. Країну представляло 5 спортсменів (всі чоловіки) у двох видах спорту.

## Результати змагань

### Гірськолижний спорт
Чоловіки
| Спортсмен          | Змагання           | Спуск 1 | Спуск 2 | Всього  | Всього |
| Спортсмен          | Змагання           | Час     | Час     | Час     | Місце  |
| ------------------ | ------------------ | ------- | ------- | ------- | ------ |
| Ріккардо Стаччіні  | Супергігант        |         |         | DSQ     | —      |
| Фабіо Джардільї    | Супергігант        |         |         | 2:06.59 | 51     |
| Нікола Ерколані    | Супергігант        |         |         | 1:59.70 | 45     |
| Франческо Карделлі | Гігантський слалом | 1:27.15 | 1:24.28 | 2:51.43 | 63     |
| Фабіо Джардільї    | Гігантський слалом | 1:24.40 | 1:22.15 | 2:46.55 | 60     |
| Ріккардо Стаччіні  | Гігантський слалом | 1:21.89 | DNF     | DNF     | —      |
| Нікола Ерколані    | Гігантський слалом | 1:21.42 | 1:17.14 | 2:38.56 | 56     |
| Фабіо Джардільї    | Слалом             | DNF     | —       | DNF     | —      |
| Нікола Ерколані    | Слалом             | 1:32.97 | 1:05.85 | 2:38.82 | 45     |
| Франческо Карделлі | Слалом             | 1:20.40 | 1:14.81 | 2:35.21 | 44     |

### Лижні перегони
Чоловіки
| Змагання | Спортсмен          | Час       | Місце |
| -------- | ------------------ | --------- | ----- |
| 15 км C  | Андреа Саммарітані | 1'02:58.1 | 85    |
| 30 км C  | Андреа Саммарітані | 2'15:07.7 | 86    |

C = Класичний стиль, F = Вільний стиль